# Trận Verdun
Trận Verdun là một trận lớn chính của mặt trận phía Tây trong Chiến tranh thế giới thứ nhất. Trận đánh nổ ra giữa quân đội Đức và Pháp từ 21 tháng 2 đến 19 tháng 12 năm 1916 xung quanh Verdun-sur-Meuse ở đông bắc Pháp.
Người Đức đã lập kế hoạch trận đánh này dựa trên ý tưởng ban đầu của Tổng Tham mưu trưởng Quân đội Đức là Thượng tướng Erich von Falkenhayn, nhằm "rút sạch máu" quân Pháp. Trận đánh này là một trong những cuộc giáp chiến tiêu biểu của cuộc Chiến tranh thế giới lần thứ nhất vì nó thể hiện tinh thần chiến đấu dũng mãnh của các binh sĩ tham chiến, với những phút giây quang vinh cũng như thảm khốc của họ. Với ý nghĩa lịch sử lớn lao. đây là trận chiến kéo dài nhất trong Chiến tranh thế giới thứ nhất, và là trận đẫm máu thứ hai sau Trận Somme (1916). Chiến dịch kinh hoàng này cũng được xem là trận đánh lâu dài bậc nhất trong lịch sử, với thời gian kéo dài đến 10 tháng. Kết quả là hơn 300.000 người chết và hơn 450.000 người bị thương cho cả 2 bên. Đây là trận đánh đẫm máu nhất Thế chiến I tính đến thời điểm đó.
Khẩu hiệu nổi tiếng của quân Pháp phòng thủ trong trận này là "Chúng sẽ không vượt qua" (Ils ne passeront pas) của Robert Nivelle. Cuối cùng, quân Đức phải hứng chịu tổn thất nặng nề và chẳng thể nào chiếm được Verdun, song đây là một chiến thắng kiểu Pyrros của quân Pháp - tổn thất kinh khiếp của họ chứng tỏ chiến lược "hút sạch máu" quân Pháp của quân Đức đã phần nào gặt hái được thành công. Vì không thể hồi phục hoàn toàn sau thắng lợi ở Verdun, quân Pháp - phải dựa dẫm vào quân Anh để chống nhau với quân Đức ở Mặt trận phía Tây. Thất bại của người Đức đã gắn liền với tên tuổi của Falkenhayn, khiến cho ông bị sa thải. Ở bên kia chiến hào, Tổng tư lệnh Quân đội Pháp Joseph Joffre bị sa thải vào tháng 12 năm 1916, trở thành một "tổn thất" ở Verdun. Đối với người Pháp, trận chiến này là siêu điển hình cho những chết chóc của họ trong cuộc Chiến tranh thế giới thứ nhất. Đồng thời, do người Pháp quá cả tin vào hệ thống phòng ngự của mình trong chiến thắng này, họ đã thảm bại trong cuộc tấn công của Đức Quốc xã vào năm 1940.

## Giá trị của Verdun
Verdun có một giá trị biểu tượng to lớn đối với nước Pháp. Trong lịch sử, nó đóng một vai trò quan trọng trong việc bảo vệ khu vực nội địa nhờ vào vị trí chiến lược trên sông Meuse. Vua Attila người Hung chưa bao giờ thành công trong việc vây hãm xã. Khi chia tách Đế chế Frank của Charlemagne, Hiệp ước Verdun năm 843 đã quy định xã là một phần của Đế quốc La Mã Thần thánh. Sau Hiệp ước Munster năm 1648 cho phép sáp nhập Verdun vào Pháp. Verdun đã đóng một vai trò quan trọng trong phòng tuyến được xây dựng sau Chiến tranh Pháp-Phổ năm 1870. Để bảo vệ trước mối đe dọa của Đế chế Đức từ phía Đông, các phòng tuyến giữa Verdun và Toul và giữa Epinal và Belfort đã được xây dựng. Verdun bảo vệ hướng xâm nhập phía Bắc vào đồng bằng Champagne và hướng tiếp cận với thủ đô Pháp là Paris.
Trong năm 1914, Verdun đã đứng vững trước các cuộc tấn công của Quân đội Đức, và phòng tuyến đã chịu được đến cả các cuộc pháo kích của đại pháo Big Bertha. Các đơn vị đã được đồn trú trong các thành cổ do Vauban xây dựng từ thế kỷ thứ 17. Cuối thế kỷ thứ 19, một hệ thống ngầm dưới mặt đất đã được xây dựng để làm công binh xưởng, bệnh viện, và cả doanh trại cho quân Pháp.

## Bối cảnh trước trận đánh

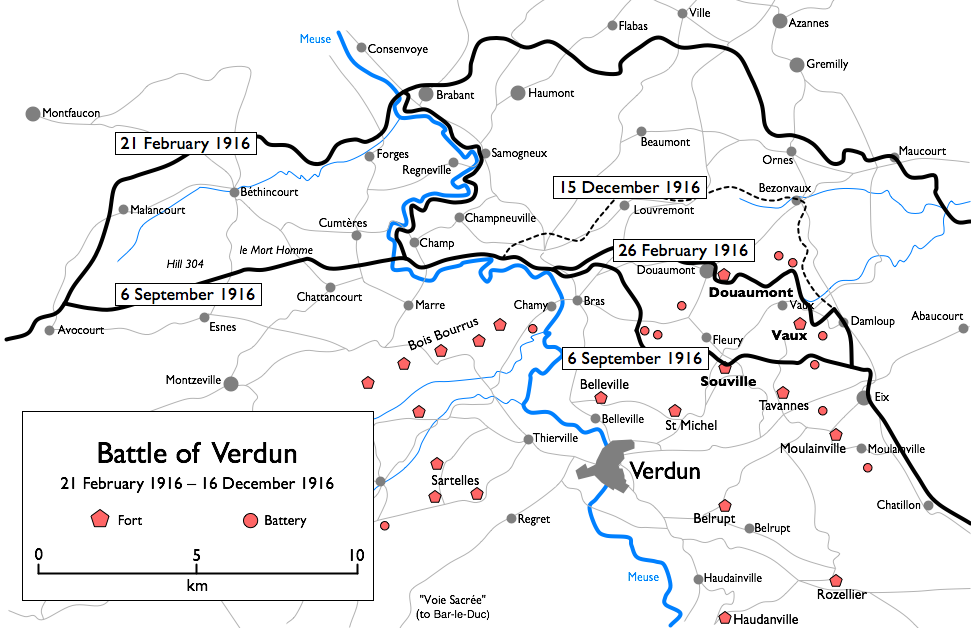
Bản đồ trận đánh

Verdun là một mũi nhọn trong hệ thống phòng phủ của Pháp. Do sự uốn khúc quanh nhiều phía của sông Meuse, quân Pháp gặp phức tạp khi phòng thủ khu vực này. Ở đây, người Pháp cho xây dựng nhiều đồn lũy, trong đó có pháo đài Douaumont và pháo đài Vaux. Tuy nhiên, sau khi các đồn lũy ở Liège, Namur và Maubeuge bị đạn pháo Đức phá hủy, các tướng lĩnh Pháp không còn tin tưởng vào các cứ điểm ở Verdun. Pháo binh ở Verdun bị rút đi theo mệnh lệnh vào ngày 12 tháng 8 năm 1915, làm suy yếu đi đáng kể khả năng phòng thủ của các cứ điểm. Khi đó, thống chế Joseph Joffre cần pháo binh cho một đợt phản công đang lên kế hoạch. Hệ thống phòng ngự đôi chỗ bị cắt giảm chỉ còn một dãy chiến hào, thay vì ba dãy như yêu cầu. Hệ thống hàng rào dây thép gai ở trong tình trạng tồi tệ. Quân số càng ngày càng bị suy giảm và không có tổ chức. Lực lượng phòng thủ đồn trú tại các pháo đài bị cắt đến mức chỉ còn khoảng vài chục binh sĩ mỗi nơi. Mặt khác, tình hình yên tĩnh trong ở đây một vài tháng đó làm sự sao lãng chú ý của tướng lĩnh Pháp vào khu vực này. Không ai nghĩ đến một đợt tấn công của người Đức nhằm chiếm đất.
Bên cạnh đó, có hai hệ thống đường tiếp tế hậu cần cho Verdun, một từ Nancy và một từ Bar-le-Duc. Nhưng tuyến đường từ Nancy đến đây đã bị quân Đức cắt đứt khi chiếm Saint-Mihiel năm 1914. Do vậy, nguồn tiếp liệu duy nhất của Verdun là tuyến đường sắt nối từ Bar-le-Duc đến đây. Tuy nhiên, tuyến đường sắt này lại không đủ điều kiện cho việc vận chuyển các vũ khí hạng nặng. Bên cạnh tuyến đường sắt này là một con đường hàng tỉnh. Thêm vào đó là khả năng thông tin liên lạc yếu kém của quân Pháp với tuyến sau, tất cả càng làm cho cụm cứ điểm Verdun trở nên yếu ớt.
Sau khi nước Đức không thể giành được chiến thắng nhanh chóng trong năm 1914, cuộc đại chiến nhanh chóng sa lầy vào bế tắc. Chiến tranh chiến hào đã được phát triển và không một bên nào có thể vượt qua. Trong năm 1915 mọi nỗ lực nhằm phá vỡ bế tắc của Quân đội Đức tại Ypres, của quân Anh tại Neuve Chapelle và của quân Pháp tại Champagne đã thất bại với con số thương vong khủng khiếp.
Năm 1915, quân Đức phải chiến đấu trên 2 mặt trận, phía Đông là quân Nga, phía Tây là quân Anh - Pháp. Tình hình này mà tiếp tục kéo dài thì rất bất lợi cho Đức, vì họ không có dự trữ nhân lực và tài nguyên nhiều như các nước đối thủ. Mục tiêu của Đức lúc này là phát động một chiến dịch tấn công lớn nhằm loại một nước đối thủ khỏi cuộc chiến.
Tổng tham mưu trưởng Quân đội Đức, tướng Erich von Falkenhayn quyết định nhằm mũi tiến công chính vào quân Pháp thay vì quân Nga, vì ông cho rằng người Nga sẽ sớm phải rút khỏi chiến tranh vì họ đang có nguy cơ đối mặt với một cơn bão táp cách mạng. Một khi quân Pháp đại bại thì quân Anh sẽ cũng phải nản chí. Ông tin rằng mặc dù một bước đột phá lớn có thể sẽ không bao giờ xảy ra, tuy nhiên quân Pháp vẫn có thể bị đánh bại nếu phải chịu đựng quá nhiều tổn thất, Falkenhayn mô tả mục đích chiến dịch là cú "chích máu đến chết" dành cho quân Pháp. Do vậy ông đã chuẩn bị kế hoạch tấn công vào một vị trí mà người Pháp không thể rút lui, vừa do lý do chiến lược, vừa vì thể diện quốc gia. Do vậy, người Đức hy vọng dồn một gánh nặng của cuộc chiến tiêu hao sinh lực đối phương lên vai người Pháp. Xã Verdun sur Meuse được chọn làm vị trí "chích máu" vì tính chiến lược của nó:
- Verdun này được bao vây bằng một vòng các pháo đài phòng thủ nhưng bị cô lập ba phía. Thông tin liên lạc của quân Pháp ở đây rất nghèo nàn. Nó là một cứ điểm quan trọng của người Pháp lấn sâu vào trong phòng tuyến quân Đức. Mặt khác, xã này bảo vệ con đường tiến trực tiếp đến Paris.
- Chiếm được Verdun sẽ uy hiếp trực tiếp đến các nhà máy sản xuất pháo binh ở Briey-Thionville và khu công nghiệp sắt ở Metz, ảnh hưởng nghiêm trọng đến nền công nghiệp quốc phòng Pháp.
- Verdun là một biểu tượng quốc gia của Pháp, người Pháp thà chết chứ không thể rút lui.
- Quân Đức không phải di chuyển nhiều quân trong khu vực, nếu không vị trí được chọn sẽ là Somme. Quân Đức có đường xe lửa phục vụ hậu cầu chỉ cách đó 20 dặm, trong khi quân Pháp chỉ có một con đường tiếp liệu duy nhất từ Bar-le-Duc đến Verdun.

Do vậy, Verdun được xem như một phương tiện nhằm phá hủy tiềm lực quân đội Pháp hơn là một chiến dịch quân sự thông thường. Trong thư gửi cho Hoàng đế Đức (Kaiser) là Wilhelm II, Erich von Falkenhayn viết:
| “                                           | Chuỗi phòng thủ ở Pháp đã xuất hiện điểm yếu của nó. Một bước ngoặt lớn, cái mà trong bất kì trường hợp nào đều vượt khỏi khả năng của chúng ta, là thực sự không cần thiết. Bên trong tầm với của chúng ta, đó là mục đích ép bộ tổng tham mưu giặc Pháp phải ném đến tên lính cuối cuối cùng mà bọn chúng có. Nếu chúng thực sự làm như vậy, quân đội Pháp sẽ bị trích máu cho đến chết. | ” |
| — Tổng Tham mưu Trưởng Erich Von Falkenhayn | |   |

Và Hoàng đế đã tán thành với vị Thượng tướng này. Erich von Falkenhayn tập trung khoảng 42 sư đoàn với 10 sư đoàn trực tiếp tham gia trận đánh 10 sư đoàn dự trữ tuyến 2. Kế hoạch tấn công Verdun mang tên Chiến dịch Tòa án (Operation Gericht). Việc tập trung quân này không thoát khỏi sự chú ý của quân Pháp, trung tá Émile Driant chỉ huy Trung đoàn Kỵ binh 56 và 59 đã thông báo cho tổng chỉ huy quân Pháp về khu vực này. Thống chế chỉ huy quân đội Pháp lúc đó là Joseph Joffre liền gửi một lực lượng công binh đến để chuẩn bị. Tuy nhiên, tướng Herr chỉ huy ở Verdun phàn nàn "Mỗi khi tôi yêu cầu tăng cường lực lượng pháo binh, tổng hành dinh lại rút đi của tôi 2 khẩu pháo". Đến giữa tháng 1 năm 1916, sự chuẩn bị của quân Đức về cơ bản đã hoàn thành. Thông tin tình báo này đã được Phòng nhì Tình báo Quân đội Pháp (2è bureau) thuộc bộ tổng tham mưu quân đội Pháp xác nhận, bằng không ảnh và qua khai thác quân đảo ngũ người Alsace và người Lorraine, tuy nhiên tướng Joseph Joffre vẫn làm ngơ. Mặc dù Verdun được phòng thủ sơ sài do pháo binh hạng nặng đã được di chuyển khỏi các pháo đài, nhưng do thông tin tình báo tốt của Pháp cộng với sự chậm trễ tấn công của quân Đức vì lý do thời tiết xấu đã cho phép quân Pháp tăng cường hai Sư đoàn 72 và 51 của Tập đoàn quân 30 vào vị trí.

## Binh lực đôi bên

### Đức
Ngày 20 tháng 2, bốn tập đoàn quân Đức gồm những đơn vị tinh nhuệ và ưu tú nhất của Quân đội Đức đã tập kết gần Verdun, tổng quân số của Đức tham gia trận đánh lên đến hơn 1.000.000 quân, trang bị 1.200 khẩu pháo và súng cối, trong đó có hơn 500 khẩu pháo có cỡ nòng trên 200mm, toàn bộ các lực lượng trên liên kết lại dưới quyền tướng Erich von Falkenhayn và Hoàng Thái tử Wilhelm.
Mũi nhọn của cuộc tấn công là Tập đoàn quân số 5, với 350.000 binh sĩ, chiếm gần 1/4 binh lực quân Đức, sẽ đồng loạt tấn công pháo đài Douaumont mà trọng tâm là làng Bois des Caurers. Theo kế hoạch, pháo binh luôn đóng vai trò quan trọng cho việc hỗ trợ quân tấn công, nhưng lần này quân Đức sẽ tấn công với chiến thuật mới, tiếng pháo vừa dứt, bộ binh đồng loạt xung phong, các khẩu pháo sẽ được kéo theo sau để yểm trợ tức thì, giảm thiểu tối đa thiệt hại cho bộ binh.

### Pháp
Do nắm được rất ít thông tin về kế hoạch của quân Đức nên trong thời điểm trước trận đánh chỉ có hai sư đoàn thuộc Tập đoàn quân số 30 Pháp đang đóng tại Verdun và các khu vực xung quanh, tuyến phòng ngự thứ nhất gồm các dãy hào và công sự phòng thủ xen kẽ, mà trung tâm là pháo đài Douaumont, do hai trung đoàn kinh kỵ binh Pháp trấn thủ. Hệ thống hỏa lực riêng của các pháo đài không được chỉ huy Pháp chú trọng, trên toàn tuyến quân Pháp chỉ có hơn 200 khẩu pháo, mỗi pháo đài chỉ có 30-50 binh sĩ bố phòng, tuyến tiếp tế duy nhất đến Verdun là Bar-le-Duc. Tuy gặp nhiều khó khăn trong công tác tổ chức phòng thủ, quân Pháp nắm trong tay nhiều cụm cứ điểm phòng ngự mạnh như pháo đài Vaux, cao điểm 304, cứ điểm Fleury.....pháo binh Pháp được cho là thiếu sức mạnh và phối hợp rất lỏng lẻo, nhưng lại được bố trí trên các ngọn đồi, dãy núi, giúp cho pháo có thể bắn trực xạ vào lực lượng tấn công với độ chính xác tuyệt đối. Giai đoạn đầu cuộc chiến, quân Pháp không có bất kỳ sĩ quan cấp tướng nào phụ trách việc phòng thủ Verdun, nhưng đến đêm ngày 24 tháng 2, ba ngày sau đợt tấn công thứ nhất của quân Đức, Tư lệnh quân Pháp-tướng Joseph Joffre đã báo động tình trạng khẩn cấp, quyết định tăng viện Tập đoàn quân Dự bị số 2 (190.000 quân, 180 khẩu pháo) do tướng Phillipe Pétain chỉ huy cho chiến trường Verdun

## Trận chiến

### Giai đoạn 1

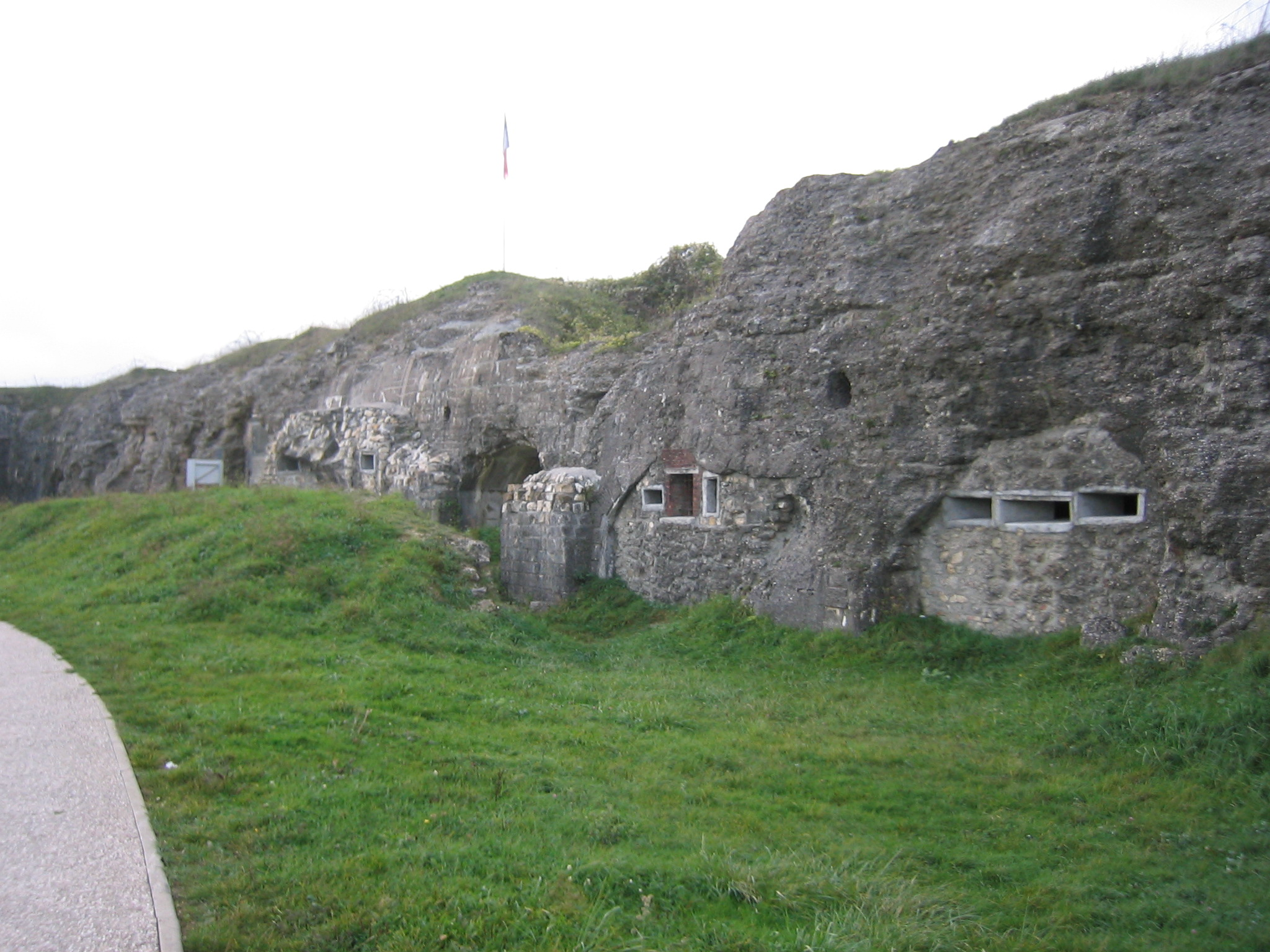
Pháo đài Douaumont

Vào 7h sáng ngày thứ năm, 21 tháng 2 năm 1916, tự tin vào sự vượt trội của pháo hạng nặng của mình, quân Đức mở màn trận đánh bằng một trận pháo kích dữ dội kéo dài 9 giờ rưỡi với hơn 1.000.000 lượt pháo kích trên toàn chiến tuyến dài 40 km của 1.200 khẩu pháo các loại, bao gồm 542 pháo hạng nặng, với hy vọng nhanh chóng đập tan quân Pháp và san bằng toàn bộ phòng tuyến. Tổng cộng quân Đức đã bắn khoảng hơn 2.000.000 viên đạn pháo trong vòng 2 ngày đầu tiên của trận chiến tàn khốc. Vào khoảng 16h cùng ngày, 2 sư đoàn quân Đức tấn công trên một trận tuyến dài 6 km ở Bois des Caures, pháo binh Đức tiến hành cơ động theo ngay, nhằm tăng tầm hoạt động sau khi triển khai tiếp ngay trên địa hình đã cắt đứt liên lạc giữa hai tuyến của quân Pháp, quân Pháp ở Bois des Caures hoàn toàn bị nghiền nát dưới trận mưa đạn pháo. Chỉ sau vài tiếng đồng hồ pháo kích, toàn bộ khu rừng cây biến mất dưới trận mưa đạn. Quân Pháp với hai trung đoàn kị binh nhẹ 56 và 59 gồm 1.300 quân với súng trường, lựu đạn và lưỡi lê dưới sự chỉ huy của Émile Driant, đã chống trả khốc liệt 60.000 quân Đức với pháo binh hạng nặng trong vòng hai ngày. Lần đầu tiên, quân Đức sử dụng súng phun lửa để làm sạch các chiến hào. Ngày 23 tháng 2, Bois des Caurers thất thủ, quân Đức tiêu diệt được tướng Driant cùng với khoảng 1.200 binh lính, quân Pháp chỉ còn 100 người sống sót. Tuy nhiên, khoảng thời gian quý báu hai ngày đã cho phép quân Pháp tăng cường phòng thủ Verdun.
Tuy nhiên, quân Đức tiến quân rất chậm, thực tế là việc sử dụng pháo binh của quân Đức có lợi trong giai đoạn đầu nay lại gây ra những phiền phức cho lực lượng tấn công. Địa hình bị cày nát trở nên không ổn định và nguy hiểm, quân Đức liên tục phải tiến quân theo hàng dọc nhằm tránh những chướng ngại vật. Trái ngược hẳn lại tất cả những dự tính, quân Đức gặp phải những ổ đề kháng của quân Pháp trên đường tiến quân. Tại những vị trí tưởng chừng đã thất thủ của quân Pháp, những người sống sót đã tập trung lại và kháng cự, có lúc chỉ một khẩu súng máy đủ chặn đứng một trung đoàn. Quân Pháp trong tình trạng thảm hại của mình đã ngoan cố chống trả và làm chậm đáng kể bước tiến của quân Đức. Vào ngày 24 tháng 2, hàng phòng ngự thứ hai của quân Pháp bị chọc thủng, một phòng tuyến mới của quân Pháp được hình thành với 270 khẩu pháo cố gắng đáp trả. Hai sư đoàn Pháp nhanh chóng được gửi tới tăng viện cho lực lượng ngoài phòng tuyến. Cùng với những người sống sót sau trận pháo kích, họ đã chặn bước tiến của quân Đức.
Ngày 25 tháng 2, trung đoàn 24 Brandenburg Đức chiếm pháo đài Douaumont, với 60 quân phòng thủ. Đây được xem làm một diễn biến bất ngờ cho quân Đức, khi một binh sĩ Đức bị sức ép của pháo hất xuống hào của pháo đài. Anh quyết định bò vào bên trong pháo đài và phát hiện ra bên trong duy nhất chỉ còn một tên lính Pháp đang phòng thủ. Pháo đài này được xem như trung tâm của hệ thống phòng thủ Pháp. Đây là như một chiến thắng quan trọng cho quân Đức, mang lại thảm họa và làm tổn hại đến hệ thống phòng ngự của quân thù. Như thế người Đức đã có được lợi thế về chiến lược. Từ đây, pháo của quân Đức ở Douaumont chĩa trực tiếp đe dọa Verdun. Sự thất thủ của xã tưởng chừng là một điều hiển nhiên. Vì vậy, quân Pháp phản kích quyết liệt nhằm tái chiếm lại pháo đài này. Trong suốt thời gian của cuộc chiến, hai bên đã giao chiến với nhau 13 lần ở khu vực pháo đài này.
Giai đoạn 1 của trận Verdun kết thúc. Tuy nhiên những mục tiêu ban đầu của tướng von Falkenhayn đã không đạt được. Đó là một mặt trận bị giới hạn, địa hình tiến quân quá phức tạp. Mặt khác, sự tan rã của quân Pháp đã chứng minh cho kế hoạch ban đầu của quân Đức.

### Giai đoạn 2

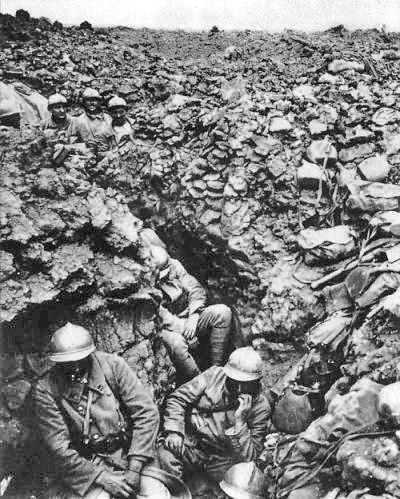
Quân Pháp dưới chiến hào ở cao điểm 304

Tối ngày 24 tháng 2, tổng tham mưu trưởng quân Pháp, tướng Noël Édouard de Castelnau khuyên tướng Joseph Joffre gửi ngay Tập đoàn quân số 2 dưới sự chỉ huy của đại tá Phillipe Pétain ra mặt trận. Đây là tập đoàn quân dự trữ chiến lược, đặt dưới sự chỉ huy của Pétain từ năm 1915. Joffre quyết định cử Pétain làm tổng chỉ huy mặt trận Verdun. Pétain là một con người thực dụng, ông quyết định tăng cường hỏa lực pháo binh cho chiến tuyến, hàng phòng thủ của quân Pháp được tổ chức lại, tạo thành một tuyến nối hai bờ sông Meuse các pháo đài cũng được tăng cường hỏa lực. Bên cạnh đó, ông cũng tăng cường hỗ trợ hậu cần. Ngày 27 tháng 2, quân Đức bắt đầu tấn công vào làng Douaumont nhưng bị liên tục bị đẩy lùi. Thời tiết xấu với mưa tuyết nặng hạt và sự phòng ngự bền bỉ của Trung đoàn 33 Pháp đã cầm chân quân Đức tại đây, sau một tuần giao chiến quân Đức chỉ chiếm được cánh trái của làng. Điều này đã giúp cho quân Pháp kịp chuyển 90.000 quân và 23.000 tấn vũ khí ra đến Verdun qua tuyến đường giữa Bar-le-Duc đến Verdun. Đây là tuyến đường huyết mạch duy nhất nuôi sống phòng tuyến Verdun, được mệnh danh là Con đường thần thánh (La Voie Sacrée). Mặt khác, trái với đề nghị của các chỉ huy khu vực, Pétain ra lệnh cấm tổ chức bất kỳ cuộc phản công nào để tránh tổn thất lực lượng.
Tương tự như nhiều cuộc tấn công khác ở mặt trận phía tây, lực lượng Đức bị dần mất uy lực yểm trợ của pháo binh. Do bị pháo kích liên tục, địa hình mặt trận bị biến thành một biển bùn dẫn tạo nên khó khăn lớn cho sự di chuyển của pháo binh. Mặt khác, các mũi tiến công của quân Đức rơi vào tầm bắn của pháo binh Pháp ở bờ tây của sông Meuse. Tập đoàn quân số 5 của Đức tấn công với số lượng lớn ở hướng nam của bờ đông sông Meuse, ngày càng gặp phải tổn thất nặng hơn. Lực lượng này liên tục bị tấn công tạt sườn bởi pháo binh của Pétain ở bờ tây. Ngày 2 tháng 3, khi chiếm được làng Douaumont, toàn bộ 4 trung đoàn của quân Đức đã hoàn toàn bị tiêu diệt.
Không có khả năng tiến quân xa hơn, ngày 6 tháng 3, quân Đức quyết định chuyển hướng tấn công. Bên bờ tây (bờ trái) là các cứ điểm Le Mort Homme, Bois des Bourrus, Bois de Cumière và Bois des Corbeaux. Các đơn bị đặc biệt tinh nhuệ của quân Đức vượt sông Meuse ở Brabant và Champneuville, mục tiêu chính là các cứ điểm trên đồi 304 và đồi Le Mort Homme là nơi tập trung các khẩu trọng pháo của Pháp, không chiếm được hai cứ điểm này, quân Đức không thể uy hiếp được Verdun từ cánh phải. Kết thúc ngày 6 tháng 3, lực lượng tấn công Đức đã hội quân được với lực lượng vượt sông. Trong ngày này cứ điểm Bois des Corbeaux thất thủ, quân Đức tiến sâu thêm và bắt rất nhiều tù binh Pháp và đặt hàng loạt đơn vị Pháp trong vòng vây, đây được xem như bước tiến quan trọng của người Đức từ đầu chiến dịch. Nhưng cũng từ thời điểm này, quân Pháp sau khi bị đánh tan đã xốc lại đội hình và hai bên giành giật nhau từng thước đất, các tổ chiến đấu của Pháp kháng cự tới người cuối cùng, tới viên đạn cuối cùng.
Sáng sớm ngày 8 tháng 3, quân Pháp tổ chức phản công chiếm lại Bois des Corbeaux khiến quân Đức phải hủy bỏ kế hoạch sử dụng đây như bàn đạp tấn công đồi Le Mort Homme. Đến ngày 9 tháng 3 quân Đức tiến công cứ điểm Le Mort Homme. Nhưng ở đây họ lại phơi mình trực tiếp ra trước tầm đạn pháo của người Pháp và tiếp tục chịu tổn thất khủng khiếp. Sang đến ngày 10 tháng 3, người Đức lại chiếm lại Bois de Corbeaux với cái giá là 70% lực lượng tấn công bị tiêu diệt. Sau 5 ngày tấn công liên tục, quân Đức hoàn toàn kiệt quệ và không còn khả năng tấn công.
Sang đến ngày 14 tháng 3, quân Đức với lực lượng tăng viện tiếp tục tổ chức tấn công vào đồi Le Mort Homme, trận đánh được bắt đầu bằng một cơn mưa pháo kích xuống đầu quân phòng thủ và tiếp đó la vũ khí hóa học. Quân phòng thủ Pháp chiến đấu dũng cảm đến người cuối cùng nhưng không thể cản được bước tiến của quân Đức. Họ bị đẩy khỏi đỉnh Le Mort Homme, tuy nhiên vẫn trụ lại ở sườn phía nam của quả đồi. Trong khi đó, quân Pháp sử dụng cao điểm 304 làm nơi yểm trợ hỏa lực cho đồi Le Mort Homme. Pháo binh ở đây bắn với sự chính xác cao độ, gây nên những thiệt hại không nhỏ cho quân Đức. Do vậy, người Đức hiểu rằng muốn chiếm được Le Mort Homme, phải tiêu diệt được cao điểm 304. Đến ngày 20 tháng 3, cao điểm 304 hoàn toàn bị Sư đoàn 11 Bavaria của Đức bao vây, nhưng không một lính Đức nào chạm được tới đỉnh đồi do quân Pháp chống trả kịch liệt, tuy nhiên họ lại bi Sư đoàn 11 quét sạch khỏi Bois d'Avocourt và các làng Malancourt và Bethincourt.
Mặt khác, ở bờ đông (bờ phải) của sông Meuse, quân Đức cũng tổ chức tấn công vào pháo đài Vaux. Tuy nhiên do chậm trễ về hậu cần đã làm chậm kế hoạch tấn công của người Đức. Ngày 7 tháng 3, quân Đức với 5 sư đoàn từ pháo đài Douaumont tổ chức tấn công vào các cứ điểm bờ phải sông là pháo đài Vaux, Côte du Poivre và Avocourt. Tuy nhiên trước sự chuẩn bị chắc chắn của người Pháp, quân Đức đã không tiến sâu được nhiều, họ chỉ chiếm được những làng ở ngoại vi Vaux và bị chặn đứng ở Côte du Poivre, đây được xem như mốc son cho sự phòng thủ của người Pháp. Sang đến ngày 9 tháng 3, quân Đức chỉ tiến đến sát được dãy hào vòng ngoài của pháo đài Vaux, người Pháp đã rút kinh nghiệm từ các trận đánh ở pháo đài Douaumont, Pétain đã tái vũ trang đầy đủ lại tất cả những pháo đài còn lại của mình.
Kết thúc giai đoạn 2 của cuộc chiến, mặc dù đạt được một số thành công nhưng quân Đức không tạo được một bước ngoặt nào thực sự quan trọng, họ bị chặn đứng trên toàn bộ trận tuyến. Đây là những trận đánh cực kì đẫm máu, với tổn thất khủng khiếp về người cho cả hai bên với phía quân Đức là 54.000 người và phía quân Pháp 65.000 người chỉ trong tháng 3 trung bình mỗi ngày có khoảng 4.000 người thiệt mạng. Những trận đánh này được mệnh danh là "chiến tranh của những chiến tranh". Hàng loạt đơn vị Pháp bị xóa sổ gần hoặc phải xây dựng lại hoàn toàn, Pétain yêu cầu sự chi viện của Joffre nhưng ông này đang chuẩn bị tập trung quân cho trận đánh ở sông Somme sau này. Điều này làm Pétain tuyên bố "Bộ tổng chỉ huy gây cho tôi nhiều phiền phức hơn là kẻ thù" (Le GQG me donne plus de mal que les Boches).

### Giai đoạn 3
Ngày 9 tháng 4, người Đức thay đổi chiến thuật tấn công, họ tổ chức tấn công đồng loạt trên tất cả các cứ điểm. Bên bờ tây người Đức tổ chức tấn công cùng lúc vào cao điểm 304 và đồi Le Mort Homme. Cùng với quân số và khí tài tăng viện, tướng Đức Max von Gallwitz nhận được lệnh phải quét sạch quân Pháp ở đây. Trong khi đó, quân Pháp hoàn toàn kiệt quệ và không còn lực lượng dự trữ, tuy nhiên hỏa lực mạnh của pháo binh Pháp đã đẩy lùi quân Đức tại đồi Le Mort Homme. Quân Đức chỉ chiếm được phần chân đồi và cao điểm thấp nhất với tổn thất lớn về nhân mạng, các cao điểm quan trọng vẫn nằm trong tay người Pháp. Đây được xem như trận đánh khốc liệt nhất ở bờ tây sông, lực lượng tham chiến cả hai bên chỉ còn 1/10. Tại cao điểm 304, quân Đức cố gắng chọc thủng phòng tuyến của quân Pháp, nhưng cũng chỉ cũng chỉ chiếm được dãy hào thứ nhất tại rìa chân đồi, người Pháp vẫn tiếp tục đứng vững trước quân Đức và ra sức phản kích quyết liệt. Bên kia sông, quân Đức nỗ lực chiếm pháo đài Vaux, sang đến ngày 10 tháng 4, người Đức chiếm được đống đổ nát của khu làng Vaux sau 24 giờ chiến đấu. Pétain nổi tiếng với mệnh lệnh ngày hôm đó "Những đợt tấn công điên cuồng của quân đội đế chế Đức đã bị đập tan khắp nơi. Dũng cảm lên, chúng ta sẽ có chúng" (Les assauts furieux des armées du Kronprinz ont partout été brisés. Courage... on les aura). Từ cao điểm 304, người Pháp sử dụng hỏa lực từ pháo binh, các khí cầu và máy bay khiến cho quân Đức không thể thiết lập các vị trí phòng thủ cũng như bố trí pháo binh tấn công. Trong 12 ngày kế tiếp, trời mưa liên tục đã biến bãi chiến trường thành một biển nước ngập đến đầu gối. Sau đó các trận phản kích của quân Pháp đã đẩy quân Đức ra khỏi các cao điểm 304 và Le Mort Homme. Cho đến hết tháng 4, trên toàn mặt trận không có một trận đánh nào đáng kể.
Cũng trong thời gian này, tướng von Gallwitz đã thuyết phục thành công chỉ huy của mình là tướng Schmidt von Knobelsdorf với quan điểm sẽ là vô nghĩa nếu tấn công đồi Le Mort Homme khi chưa hạ được cao điểm 304, người Đức âm thầm chuẩn bị cho một trận đánh mới, Sư đoàn 11 Bavaria sau một thời gian chiến đấu cũng đã hao tổn nặng nề được lệnh thay thế. Tướng von Gallwitz, nguyên là một sĩ quan pháo binh, quyết định tập trung hỏa lực pháo binh cho trận đánh này, ba sư đoàn Đức và hơn 500 khẩu pháo được tập kết trong một khu vực có chiều ngang chưa đầy 2 km.

### Giai đoạn 4

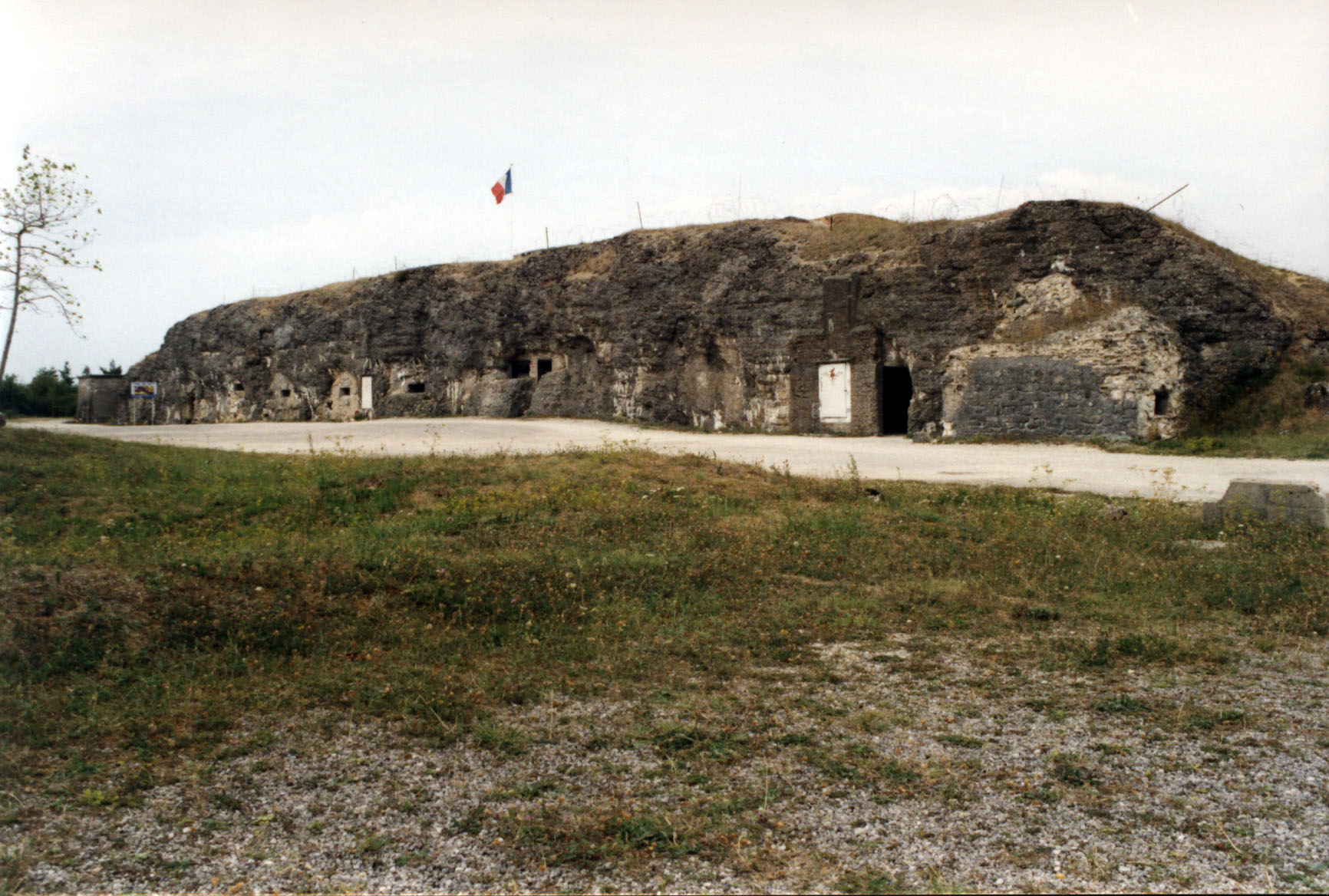
Pháo đài Vaux

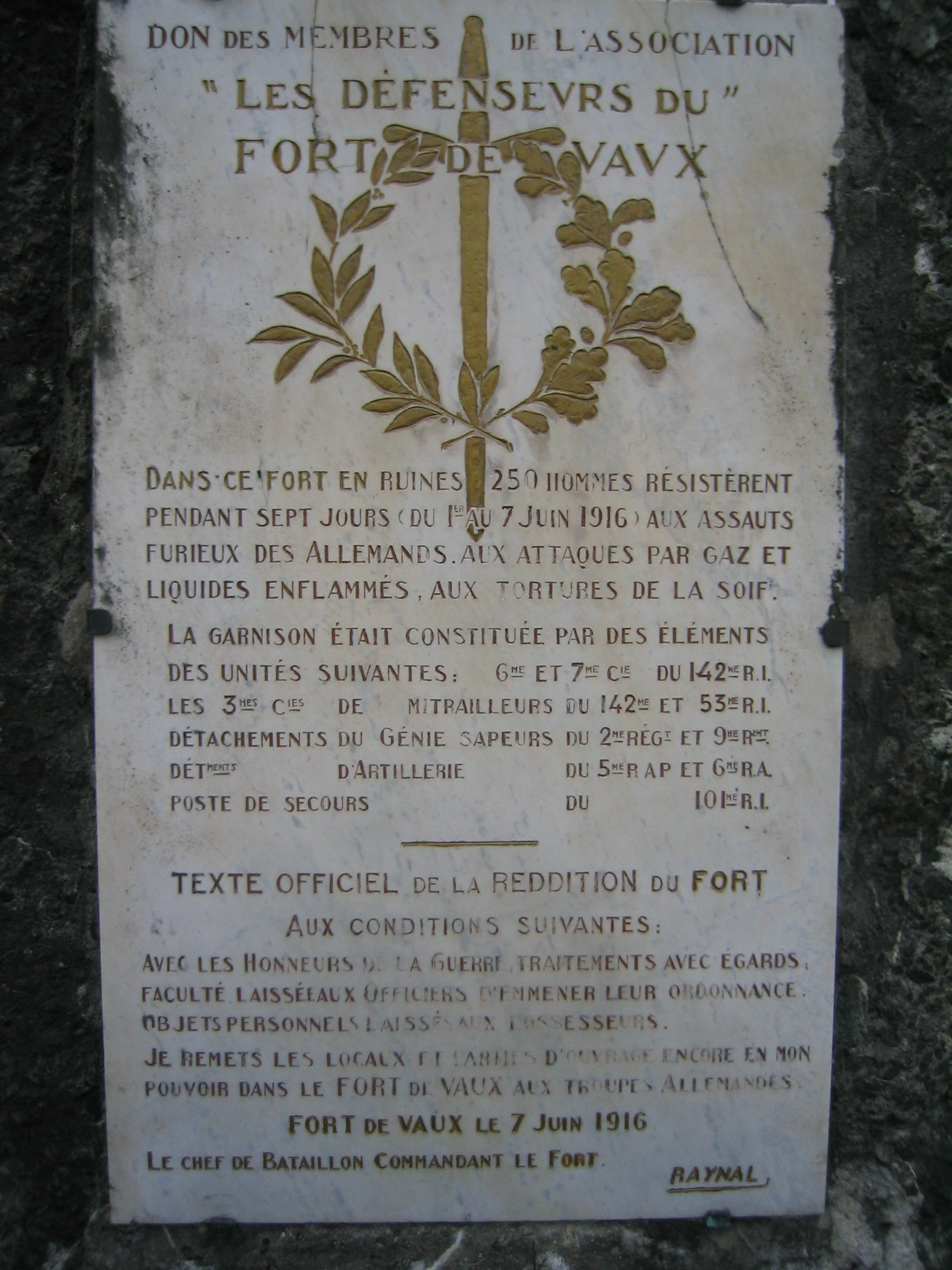
Bia tưởng niệm những người trấn thủ pháo đài Vaux

Đến thời điểm này, bộ tham mưu quân Đức bắt đầu cảm thấy lo ngại về sự suy giảm chất lượng chiến đầu của quân sĩ ngoài tiền tuyến. Người Đức đưa một binh đoàn ra tiền tuyến trong vòng nhiều tháng liền, các thiệt hại được bổ sung bằng các tân binh trẻ 18 tuổi, hoàn toàn không có kinh nghiệm chiến đấu. Vì vậy, khả năng sống sót của họ là không cao. Người Pháp thì ngược lại, Pétain sử dụng chiến thuật quay vòng. Mỗi một sư đoàn Pháp chiến đấu ở mặt trận trong một thời gian ngắn, rút về tuyến sau và được thay thế bằng một sư đoàn khác. Do vậy, quân Pháp luôn có lực lượng mới để chiến đấu, khoảng 70 trên tổng số 90 sư đoàn Pháp đều đã chiến đấu ở Verdun, trong khi chỉ có 25% quân Đức tham gia trận đánh. Một câu nói phổ biến trong quân đội Pháp thời kì này là:"Verdun, tôi đã ở đó" (Verdun, j'y étais).
Tuy nhiên, đến đây lại xảy ra lục đục ở bộ tổng tham mưu quân Pháp. Tướng Pétain bất hòa với tướng Joffre về quan điểm phòng ngự. Joffre cho rằng Pétain quá thụ động, quan trọng hơn khi Pétain yêu cầu kéo dài thời gian nghỉ ngơi cho binh sĩ, Joffre đã cho rằng điều này sẽ ảnh hưởng đến kế hoạch phản công ở Somme. Cuối cùng, Pétain bị điều lên làm tổng chỉ huy tập đoàn quân trung tâm, vị trí của ông ở Verdun được thay thế bằng Robert Nivelle, một viên tướng thiên về quan điểm tấn công. Cánh tay phải Nivelle là tướng Charles Mangin, được mệnh danh là "gã đồ tể", với lý do luôn yêu cầu thực hiện những cuộc tấn công không ngừng nghỉ nhằm chiếm lại pháo đài Douaumont.
Sáng ngày 3 tháng 5, người Pháp chịu tổn thất kinh hoàng nhất từ đầu trận đánh khi 500 khẩu pháo đồng loạt khai hỏa trong vòng 36 giờ liên tục xuống đỉnh 304. Trận pháo kích khủng khiếp này thậm chí làm cao điểm 304 thấp đi 7m, phòng tuyến quân Pháp trở nên hỗn loạn trong cơn mưa đạn. Vào đêm thứ hai của cuộc pháo kích, quân Đức dễ dàng chiếm được cao điểm 304 sau khi quân Pháp đã bị bẻ gãy. Tuy nhiên, họ lại mất tiếp ba ngày với những trận đánh giáp lá cà đẫm máu trước khi hoàn toàn nắm giữ được cao điểm này, tổng cộng có khoảng 10.000 lính Pháp đã chết tại cao điểm này.
Sau khi cao điểm 304 thất thủ, số phận của Le Mort Homme nhanh chóng được định đoạt. Tất cả các họng pháo của quân Đức chuyển mục tiêu mới, một cơn bão lửa tương tự dội xuống đồi Le Mort Homme, quân Pháp ở đây hoàn toàn sụp đổ. Sự hỗn loạn xảy ra cả ở phía quân Đức, 13 trung đoàn quân Đức trên tuyến phòng ngự mất hoàn toàn liên lạc. Máy bay trinh sát xác định cột khói bụi ở Le Mort Homme có độ cao đến 800 mét.
Trong khi đó, bên bờ đông của sông Meuse, một tai nạn kinh hoàng khác xảy ra cho quân Đức tại pháo đài Douaumont. Sáng ngày 8 tháng 5, do bất cẩn khi chuẩn bị bữa sáng, kho xăng của súng phun lửa phát nổ, tạo ra một tiếng nổ khủng khiếp. Vụ nổ này phủ một lớp bồ hóng lên rất nhiều binh lính Đức sống sót. Bị chấn động bởi tiếng nổ, quân Đức nhầm lẫn những người lính Đức với khuôn mặt đen bóng vì bồ hóng với binh lính thuộc địa da đen của quân Pháp. Người Đức liền nổ súng vào chính những đồng ngũ của mình. Kết thúc ngày hôm đó, cùng với hậu quả của vụ nổ kho lựu đạn và súng phun lửa, người ta đếm được hơn 700 xác chết. Những người chết được cho vào một căn phòng trong pháo đài và xây tường bít kín lại. Ngày nay bức tường và di thể của những người lính Đức vẫn còn trong căn phòng đó. Sự cố này ảnh hưởng nghiêm trọng đến kế hoạch tấn pháo đài Vaux, Bois de la Caillette và cụm phòng thủ Thiaumont của người Đức. Đến thời điểm này, người Đức nhận thấy, không chỉ quân Pháp, chính họ cũng đang bị "trích máu cho đến chết" trong cuộc chiến khủng khiếp này.
Ngày 13 tháng 5, sau cuộc họp của bộ tổng tham mưu, quân Đức đã quyết định thay đổi hướng tấn công. Dựa trên tình hình, người Đức quyết định để cánh quân ở bờ tây nghỉ ngơi, và triển khai tấn công ở bờ đông với hai sư đoàn của Tập đoàn quân số 3. Từ đó, mục tiêu kế tiếp của người Đức là pháo đài Vaux.
Tuy nhiên, quân Pháp lại tổ chức phản công trong sự kinh ngạc của người Đức. Từ ngày 16 đến ngày 22 tháng 5, pháo đài Douaumont bị pháo kích nặng nề, lực lượng cả hai bên sử dụng pháo cỡ lớn và lựu đạn hóa học, rạng sáng ngày 22 tháng 5, hai trung đoàn bộ binh Pháp dưới sự chỉ huy của tướng Charles Mangin chiếm được nóc của pháo đài Douamont, và thậm chí là được một phần của pháo đài. Pháo binh của hai bên hoạt động hiệu quả đến mức lực lượng cả hai bên bị đều bị cắt khỏi hậu quân, trong số 200 quân tấn công, chỉ có 40 quân Pháp có khả năng đến được nóc pháo đài. Sau hai ngày quyết đấu đẫm máu với những trận đánh giáp lá cà mặt đối mặt, quân Đức phòng thủ được tăng viện, trong khi quân Pháp bị đẩy bật khỏi pháo đài do kiệt quệ về vũ khí và bị tràn ngập về số lượng, hơn 1.000 lính Pháp bị bắt làm tù binh. Kết cục toàn bộ lực lượng tấn công chỉ còn vài người sống sót quay về tới Verdun, trận đánh này đã gây ra một hậu quả tâm lý khủng khiếp cho người Pháp, tướng Mangin ngay lập tức bị cách chức.
Ngày 1 tháng 6, bằng việc sử dụng tập trung súng phun lửa và pháo binh, quân Đức chiếm được Bois de la Caillette, Bois Fumin thẳng đường tiến đến pháo đài Vaux. Mất cứ điểm này, pháo đài Vaux bị uy hiếp do không còn hỏa lực hỗ trợ, quân Pháp ở đây có 600 quân, dưới sự chỉ huy của thiếu tá Sylvain Raynal. Rạng sáng ngày 2 tháng 6, pháo đài Vaux hứng chịu một trận bão lửa của quân Đức với khoảng 1.500 đến 2.000 quả đạn/giờ. Quân Đức hoàn toàn bao vây pháo đài và chiếm một số cửa, cuộc chiến ác liệt diễn ra, giành giật nhau từng đường hầm một. Sự phòng thủ từ pháo đài và phòng tuyến cộng với sự yểm trợ chính xác của pháo binh, tạo thành một hàng rào chặn bước tiến quân Đức. Sylvain Raynal tổ chức phòng thủ kiên cường trong điều kiện không còn vũ khí và đặc biệt cạn kiệt nước uống. Đến ngày 7 tháng 6, khi tình hình không còn có thể kiểm soát nổi, Raynal quyết định đầu hàng với điều kiện bảo toàn danh dự của toàn bộ lực lượng đồn trú. Người Đức chấp nhận, đích thân Hoàng thái Đức, Friedrich Wilhelm Victor August Ernst ra đón chào Raynal, tặng ông một thanh kiếm để bày tỏ lòng ngưỡng mộ. Sau này, ba người Driant, Pétain và Raynal được coi là những người hùng của nước Pháp trong trận Verdun. Liền sau vài ngày sau đó, quân Pháp tổ chức phản công chiếm lại pháo đài nhưng thất bại và phải chịu một tổn thất nặng nề. Kết quả là Nivelle bị Pétain nghiêm cấm tổ chức bất kì cuộc phản kích nào. Sau đó, pháo đài Vaux trở thành một cứ điểm vững chắc làm bàn đạp cho những cuộc tấn công tiếp theo của quân Đức.
Trong khi đó, vào ngày 4 tháng 6 năm 1916, trên Mặt trận phía Đông, Đại tướng Nga Aleksey Alekseyevich Brusilov đã phát động Chiến dịch Tổng tấn công nhằm vào Quân đội Áo-Hung, và sự thảm bại của quân Áo-Hung đã buộc quân Đức phải chi viện 10 Sư đoàn cho họ, làm giảm bớt gánh nặng cho quân Pháp tại Verdun.

### Giai đoạn 5
Ngày 22 tháng 6, ba tập đoàn quân Đức tổ chức tấn công dọc phòng tuyến Fleury và pháo đài Souville. Sau khi pháo kích với đạn nổ và khí gas mới, và sự im lặng của quân Pháp, quân Đức tiến quân. Trái với sự mong đợi, đợt pháo kích mở màn gây ra rất ít tổn thất cho người Pháp và họ tổ chức kháng cự kịch liệt. Cuộc chiến diễn ra ác liệt nhất tại làng Fleury, binh lính hai bên giành giật nhau từng thước đất. Sau hai ngày giao chiến ác liệt quân Đức chiếm được cứ điểm Thiaumont, pháo đài Souville vẫn đứng vững.
Vào thời điểm này, quân Pháp tại Verdun đã rơi vào tình trạng hoảng loạn. Pétain và Nivelle thậm chí đã tính đến việc rút lui toàn bộ bờ tây sông Meuse. Tuy nhiên, Pétain e ngại việc rút quân sẽ gây ra một tâm lý hoảng loạn cho người Pháp. Bộ tổng chỉ huy Pháp lúc này chấp nhận bảo vệ Verdun bằng mọi giá, thất bại của Verdun bị coi là thất bại của nước Pháp. Để trấn an tinh thần binh sĩ, Joffre và de Castelnau tuyên bố gửi 4 sư đoàn tăng viện, nhưng thực tế là các sư đoàn này được gửi đến mặt trận Somme. Mangin được gọi trở lại chiến trường.
Vào lúc này, người Đức cũng trong tình trạng không khá hơn gì nhiều. Tập đoàn quân số 5 Đức bị yêu cầu phải tiết kiệm sinh lực và vũ khí do chỉ còn khoảng 1/3 binh lực (~100.000 so với 300.000 quân ban đầu), các tập đoàn quân còn lại cũng trong tình trạng tồi tệ, chỉ còn 50-80.000 quân đủ khả năng tham chiến, quân tăng viện không thể đáp ứng các yêu cầu của Bộ Tư lệnh do hầu hết là tân binh. Tướng von Knobelsdorf cân nhắc đến việc mở cuộc tấn công cuối cùng, nhưng những vùng đất mà quân Đức chiếm được lại không thể giữ lâu mà cũng không thể bỏ. Sự chú ý lúc này của người Đức chuyển sang mặt trận Somme và mặt trận phía Đông. Ngày 1 tháng 7, trận Somme mở màn khiến binh lực cả hai bên phải dồn sang để chia sẻ nhưng không vì thế mà cuộc chiến ở đây bớt quyết liệt (quân Đức chuyển 9 sư đoàn tới Somme, trong khi quân Pháp là 13 sư đoàn). Hai bên vẫn liên tục tấn công và phản kích lẫn nhau trong tình trạng kiệt quệ về vũ khí và sức lực.
Người Đức lại thay đổi chiến thuật, thay vì tấn công đồng loạt, họ tập trung hỏa lực vào một mũi nhằm tăng hiệu quả. Lần này họ tập trung vào giữa Bois de Chapitre và Fleury, một cánh khác tấn công pháo đài Tavannes. Sau khi bắn 63.000 quả đạn hóa học vào phòng tuyến quân Pháp, 40.000 quân Đức tấn công. Tại đây họ kinh ngạc phát hiện ra người Pháp đã có mặt nạ phòng độc thế hệ mới, và chúng hoạt động vô cùng hiệu quả, hỏa lực pháo binh và súng máy của quân Pháp mãnh liệt đến mức, người Đức không thể tiến lên tạo ra một sự hỗn loạn kinh khủng cho quân Đức. Thậm chí, chỉ huy Trung đoàn 3 từ chối tiến quân vì không muốn hy sinh vô ích tân binh, Cuối cùng người Đức cũng chọc thủng được hàng phòng thủ, cứ điểm Fleury cũng thất thủ, quân Đức chỉ còn cách pháo đài Souville khoảng 500 mét. Tuy nhiên, thay vì tận dụng được lỗ thủng của phòng tuyến đối phương để tấn công Verdun, tạo bước ngoặt cho trận đánh, các chỉ huy Đức lại quyết định tấn công pháo đài Souville. Tình cờ, lực lượng ở đây lại được tăng viện thêm một đại đội quân Pháp rút chạy từ các nơi về.
Sáng ngày 12 tháng 7, 27.000 quân Đức tấn công pháo đài Souville, tuy nhiên chỉ có hai đại đội của Trung đoàn Bộ binh 147 là có khả năng tấn công. Cuối cùng một bộ phận nhỏ cũng chiếm được nóc pháo đài, tuy nhiên do không có lực lượng tăng viện cũng như mất hỏa lực yểm trợ từ pháo binh, họ nhanh chóng bị quân thù đẩy lui. Cũng trong ngày này, khi ca ngợi sự ngoan cố và đấu tranh bằng chết của quân Pháp, tướng Nivelle kết thúc bằng câu nói nổi tiếng "Chúng sẽ không vượt qua" (Ils ne passeront pas), phấn khích quân sĩ và nhân dân Pháp đang uể oải. Kể từ thời điểm này trở đi, tướng Falkenhayn yêu cầu ngừng tiến công để chuyển một phần pháo, đạn dược và quân lính sang mặt trận phía Đông và mặt trận Somme. Các cuộc đụng độ chỉ diễn ra ở quy mô rất nhỏ. Ngày 15 tháng 7, tướng Mangin liều lĩnh tổ chức một cuộc phản kích vào Fleury, tuy nhiên, do không có được sự hỗ trợ của pháo binh, quân Pháp chịu thiệt hại lớn.
Sang đến tháng 8, quân Đức quyết định tổ chức một cuộc tấn công nữa vào Fleury, hai bên giành giật nhau cứ điểm Fleury đến ngày 17 tháng 8 thì Đức chiếm được nhưng lại chịu một đòn phản kích của quân Pháp nên phải rút lui. Lúc này, tại tổng hành dinh của quân Đức, người ta không còn bất kì hy vọng gì về một chiến thắng, tất cả lực lượng dữ trữ của quân Đức đều cạn kiệt. Tuy nhiên cuộc chiến giữa hai bên vẫn tiếp tục, chiến tuyến trở thành một bể bùn khổng lồ do sự cày phá của đạn pháo cả hai bên. Quân sĩ cả hai bên đều trong tình trạng tuyệt vọng, không có vũ khí, đạn dược, nước uống, hai bên chỉ ra sức củng cố hầm hào, công sự hòng chờ đợi cuộc tấn công cuối cùng, mặt trận tương đối tĩnh lặng trong thời gian này.
Tuy nhiên, ngày 4 tháng 9, một thảm họa xảy ra cho quân Pháp tại đường ngầm Tavannes, vốn là nơi tập trung dự trữ đạn dược và trú quân của người Pháp từ đâu cuộc chiến. Đoạn đường này dài 1.300 mét, nối liền Verdun và Metz, được xem như điểm phòng thủ chiến lược cho người Pháp. Sáng ngày 4 tháng 9, do một tai nạn khiến lửa bắt nổ vào kho đạn, và phát hỏa toàn bộ hệ thống chiếu sáng bên trong. Toàn bộ đường ngầm biến thành một hỏa ngục. Quân Pháp hoảng loạn, không để lỡ thời cơ, quân Đức tập trung hỏa lực bắn vào đường hầm làm tình cảnh tồi tệ hơn. Nhờ đó, họ đã tiêu diệt được khoảng hơn 500 lính Pháp.

### Giai đoạn 6

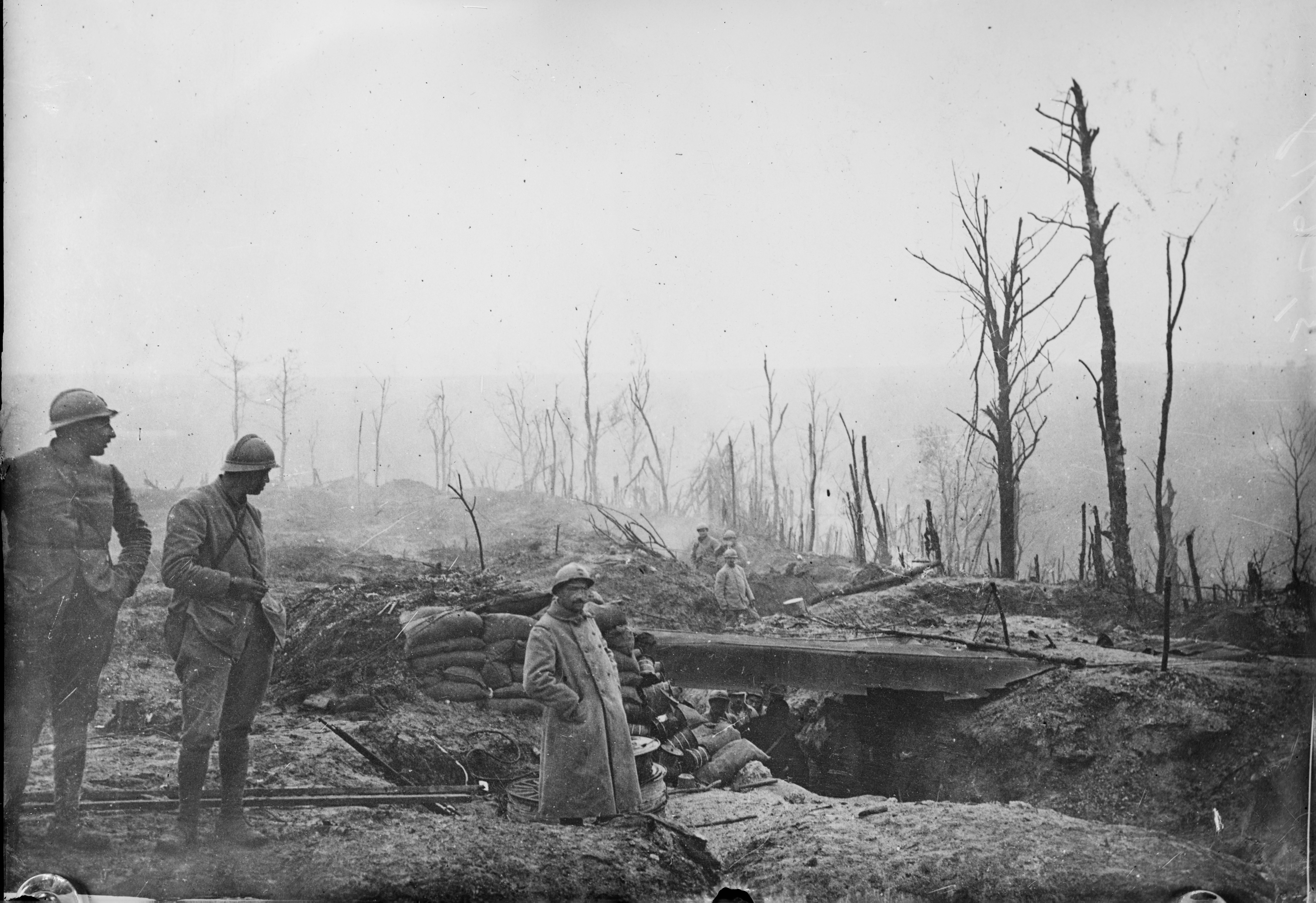
Một hầm hào ở miền Đông Bắc nước Pháp

Cuộc chiến dai dẳng giữa hai bên tiếp tục, đến cuối tháng 8, bộ chỉ huy quân Đức trở nên mệt mỏi. Tướng von Knobelsdorf bị cách chức, tướng Von Falkenhayn bị thuyên chuyển đến România. Kaiser Wilhelm II chỉ định Thống chế Paul von Hindenburg làm Tổng Tham mưu trưởng và Erich Ludendorff làm Thượng tướng Bộ binh, Phó Tổng Tham mưu trưởng thứ nhất của Quân đội Đức. Dưới áp lực của Hoàng thái tử Wilhelm, Ludendorff buộc phải ngừng mọi cuộc tấn công trên toàn mặt trận. Tuy nhiên, không may cho người Đức, quân Pháp lúc này không muốn kết thúc trận đánh. Họ tiếp tục tấn công vào các vị trí của quân Đức-vốn đã chịu quá nhiều tổn thất từ đầu cuộc chiến, trở nên rất khó phòng thủ. Do vậy, quân Đức tiếp tục gánh chịu những tổn thất lớn hơn. Quân Pháp tổ chức một kế hoạch phản công tỉ mỉ với lực lượng tăng viện mới, hơn 40 sư đoàn tăng viện với gần 500.000 quân từ Paris được đưa tới Verdun để củng cố. Cùng lúc đó, Nivelle đưa ra một chiến thuật tấn công mới, lực lượng bộ binh sẽ tiến quân cùng lúc theo tầm bắn của pháo binh. Như vậy, khi pháo binh vừa bắn dứt, thì bộ binh đồng thời tiến sát tới phòng tuyến đối phương. Để phục vụ cho chiến thuật tấn công này, ông cho thiết lập một hệ thống điện thoại đặc biệt nhằm phối hợp chính xác tọa độ giữa bộ binh và pháo binh. Ông cho sử dụng siêu pháo Creusot-Schneider 400 mm và cho xây dựng hẳn một hệ thống đường sắt để vận chuyển pháo từ Verdun ra chiến trường.
Sáng ngày 21 tháng 8, quân Pháp tổ chức phản công, sau một ngày bắn cấp tập, gây nên sự hoảng loạn lớn cho quân Đức. Tuy nhiên, vào ngày hôm sau, pháo binh Pháp đột nhiên im lặng. Quân Đức đang trong tình thế chờ đó một cuộc tiến công bộ binh, bèn nổ pháo bắn và bị lộ vị trí. Ngay lập tức, quân Pháp phản pháo, tiêu diệt 70% lực lượng pháo binh Đức. Sang đến ngày 23 tháng 8, pháo hạng nặng Creusot-Schneider trực tiếp đe dọa Douaumont, hai phát đạn bắn trúng vào trung tâm của pháo đài làm hư hỏng toàn bộ hệ thống chiếu sáng và một phát đạn bắn trúng vào quân y viện bên trong pháo đài, giết sạch tất cả những người có mặt, quân Đức chịu tổn thất nặng nề buộc phải cho rút lui khỏi Douaumont. Tuy nhiên, đại úy Prollius và vài người lính vẫn quyết định ở lại pháo đài. Sáng hôm sau, quân Pháp tiến quân, chiến thuật mới của Nivelle tỏ ra rất hoàn hảo, quân Đức bị đẩy lùi trên phần lớn chiến tuyến, pháo đài Douaumont nhanh chóng bị thất thủ. Tại chiến tuyến giữa pháo đài Vaux và Bois de Fumin, quân Pháp chịu rất nhiều tổn thất. Tuy nhiên, đến tối ngày hôm đó, lực lượng phòng ngự Đức ra đầu hàng.
Sáng ngày 24, quân Pháp tổ chức tấn công vào pháo đài Vaux mặc dù không có sự yểm trợ của pháo binh. Tại đây súng máy của quân Đức gây thiệt hai khủng khiếp cho quân địch, tiêu diệt được khoảng 1.000 lính. Một ngoại lệ đã diễn ra, cả hai bên cùng ngưng bắn để thu dọn xác chết. Trước áp lực mới của quân Pháp, lực lượng ở pháo đài Vaux bị cắt rời khỏi cánh quân chính. Do vậy lần đầu tiên, Quân đội Đức đề cấp khái niệm rút lui chiến thuật. Được sự đồng ý của Thượng tướng Ludendorff, quân Đức rút lui khỏi pháo đài. Quân Pháp chỉ biết được điều này khi nghe radio vào sáng hôm sau.
Trước thắng lợi này, Nivelle được cử làm tổng chỉ huy quân đội Pháp, thay thế vị trí của Joseph Joffre, Mangin làm tổng chỉ huy mặt trận Verdun. Mangin quyết định tổ chức tiếp một đợt phản kích vào các vị trí của quân Đức. Ngày 11 tháng 12, quân Pháp tiếp tục tấn công theo chiến thuật mới, tuy nhiên họ vấp phải sự kháng cự mãnh liệt của quân Đức và phải gánh chịu tổn thất nặng nề. Cuối cùng, người Pháp cũng giành lại được các cứ điểm Bezonvaux, Bois de Hassoule, Bois de Chauffour và Louvemont, đẩy lui người Đức về các vị trí trước ngày 21 tháng 2. Đến ngày 19 tháng 12, Bộ Tổng Tham mưu Đức thừa nhận chiến dịch Verdun đã hoàn toàn thất bại, với hơn 11.000 binh sĩ và sĩ quan ra đầu hàng quân Pháp. Số còn lại không chịu tiếp tục tham chiến, do vậy toàn bộ Quân đội Đức buộc phải rút lui về vị trí ban đầu. Chiến dịch Verdun đã kết thúc bế tắc với phần thắng nghiêng về quân Pháp. Mặc dù rất đẫm máu, nhưng Chiến dịch đã không thể quyết định người thắng kẻ thua trên Mặt trận phía Tây. Cảnh tượng bãi chiến trường Verdun sau Chiến dịch rất khủng khiếp, với đầy thây của các binh sĩ trận vong.

## Kết quả
| “                                                                        | Trận đánh "tệ hại" nhất trong lịch sử. | ” |
| — Alistair Horne, trong cuốn The Price of Glory: Verdun, 1916, trang 327 |                                        |   |

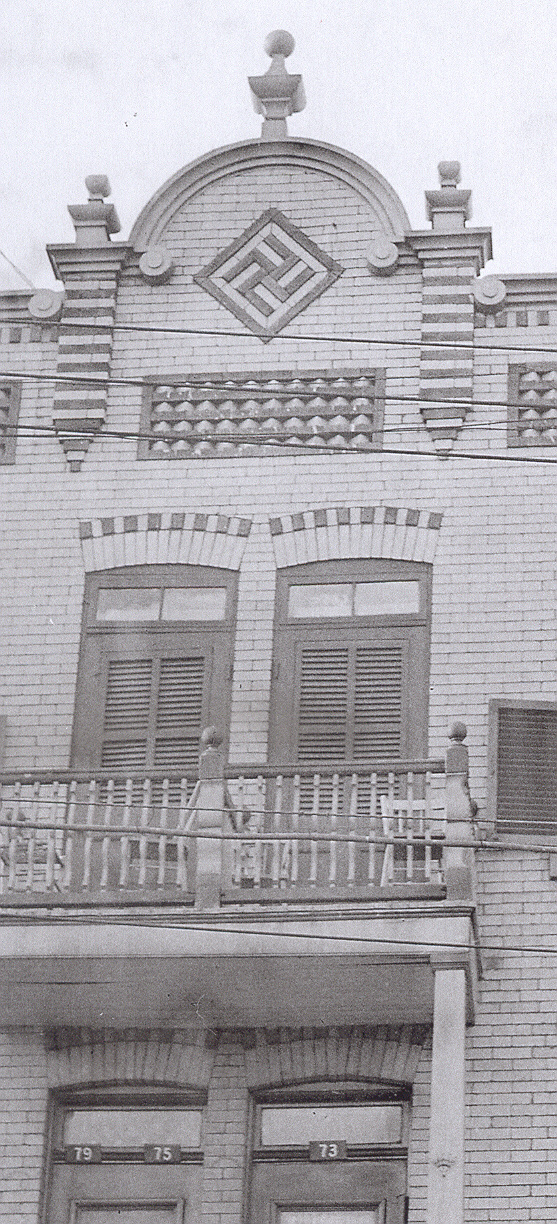
Ngôi nhà có ốp gạch hình thập ngoặc tại 75-81 Đường Troy ở Verdun.

Sau 10 tháng giao tranh khốc liệt, hai bên gánh chịu những thiệt hại kinh khủng. Theo con số chính thức mà Pháp công bố năm 1916, thiệt hại của quân Pháp là 350.231 người, trong số đó có 162.308 người bị chết. Theo thống kê năm 1918, thiệt hại của quân Đức ước chừng khoảng 337.000 người, trong số đó 100.000 người chết. Vậy rõ ràng, quân Pháp tổn hại có phần nhiều hơn quân Đức. Tổng số thiệt hại của hai bên lên đến 714.231 người. Theo tác giả Jan Philipp Reemtsma, tổng số tử sĩ ở Verdun là 698.000 quân, trong đó bao gồm 362.000 quân Pháp và 336.000 quân Đức. Trong khi đó, kết quả của trận đánh là không bên nào thu được thêm một phần đất nào của đối phương hay bất kì một chiến thắng chiến lược nào. Tuy người Đức đã phần nào gặt hái được thành công trong kế hoạch "hút sạch máu" quân thù, tuy nhiên bản thân họ cũng bị "hút máu" và phải chấm dứt chiến lược "Phía Tây" của mình. Về phía Pháp, một mặt, trận Verdun được coi là một chiến thắng kiểu Pyrros - một chiến thắng phải trả giá đắt của Pháp. Mặt khác, nó gia tăng tinh thần ái quốc và sự kiên cường trong quân đội Pháp. 
Rốt cuộc, cả hai bên tham chiến đều không thực sự thắng trận Verdun, do đó Chiến dịch này không hề quyết định. Tuy vậy nhưng để xác định người thất bại thì thật dễ: giới trẻ Pháp và Đức. Đối với Đức, thất bại của cuộc Tổng tấn công Verdun cùng với thất bại của Kế hoạch Schlieffen (1914) và cuộc Tổng tấn công Mùa xuân 1918 đã trở thành một chuỗi chiến bại gây nên sự bất mãn của nhân dân đối với Hoàng đế Đức và chủ nghĩa quân phiệt Phổ..
Trận đánh khốc liệt này là siêu điển hình của những thương vong của người Pháp trong cuộc Chiến tranh thế giới thứ nhất, và thể hiện sự thù địch lâu dài của dân tộc Đức với Pháp. Thống kê năm 1918 cho thấy người ta đã thu nhặt được 15 vạn hài cốt tử sĩ còn chưa được chôn trên tử địa. Sau Chiến dịch đẫm máu, người ta vẫn có thể nhìn thấy di hài của các tử sĩ trên chiến địa Verdun - địa danh lịch sử đã trở nên không thể nào quên. Đến nay, bãi chiến trường hãy còn nguy hiểm, do ẩn dưới đó còn có đạn dược chưa nổ. Chính vào năm 1984, Thủ tướng Tây Đức Helmut Kohl có gặp gỡ Tổng thống Pháp François Mitterrand tại Verdun, cả hai nhà lãnh đạo cùng tưởng niệm các binh sĩ đôi bên bị thiệt mạng trong Chiến tranh thế giới thứ nhất. Tuy nhiên, tháng 11 năm 1998, Thủ tướng Đức Gerhard Schröder quyết định không tham gia lễ kỷ niệm chung Pháp - Đức với Tổng thống Pháp Jacques Chirac.

## Ý nghĩa
Với sự đẫm máu và khốc liệt, trận Verdun trở thành biểu tượng cho lòng can trường và chủ nghĩa anh hùng, cũng như sự khủng khiếp của Chiến tranh thế giới thứ nhất và sự hủy diệt tận cùng của con người. Về mặt chiến thuật, phía Đức đã phần nào thành công hơn khi gây ra thiệt hại cho đối phương nhiều hơn là gánh chịu thiệt hại. Về mặt chiến lược, cả hai gần như bế tắc. Quân Pháp tuy chiến thắng, lại thiệt hại quá nặng nề để có thể tung ra bất kỳ đòn tất công lớn nào. Quân Đức tuy gây ra nhiều thiệt hại cho đối phương hơn là gánh chịu thiệt hại, thì thiệt hại mà họ gánh chịu cũng quá khủng khiếp để có thể leo thang hoặc ít nhất là duy trì chiến tranh về lâu về dài.

## Một số cựu binh nổi tiếng của trận Verdun

### Người Đức
- Chỉ huy của tập đoàn quân số 6 Đức tại trận Stalingrad, vốn được mệnh danh là "trận Verdun của sông Volga" trong Chiến tranh thế giới thứ hai, thống chế Friedrich Paulus nguyên là trung úy thuộc trung đoàn kị binh nhẹ số 2 Phổ. Ông đã tham dự trận đánh vào cứ điểm Fleury.
- Thống đốc Paris vào năm 1942, tướng Karl-Heinrich von Stülpnagel nguyên là chỉ huy một trung đoàn tại Verdun trong trận đánh tại Le Mort Homme. Vào năm 1944, ông tham dự vào kế hoạch ám sát Adolf Hitler, bị phát hiện, ông đã định tự sát nhưng chỉ bị một mù. Ông mất vài tuần sau đó.
- Một trong số những viên tướng giỏi nhất của Hitler sau này, chỉ huy Tập đoàn quân số 4, cụm tập đoàn quân Trung tâm và bộ Tổng tư lệnh mặt trận phía Tây của Đức trong Chiến tranh thế giới thứ hai, thống chế Hans Günther von Kluge, nguyên là pháo thủ trong trận đánh Verdun. Ông cũng tham gia vào kế hoạch ám sát Hilter và cũng tự sát trước khi bị lực lượng SS bắt.
- Tham mưu trưởng của Hitler, trung tướng Wilhelm Keitel nguyên là sĩ quan tham mưu của tập đoàn quân số 10 dự phòng, đóng quân trên bờ sông Meuse.
- Hai chiến lược gia của chiến tranh chớp nhoáng Blitzkrieg của người Đức sau này là đại tướng Heinz Guderian và thống chế Erich von Manstein đều tham dự trận đánh Verdun. Guderian là sĩ quan tham mưu trinh sát của tập đoàn quân số 5, von Manstein là sĩ quan tham mưu của tướng von Gallwitz.
- Chỉ huy của lực lượng SA Ernst Röhm và Phó Quốc Trưởng Rudolf Hess đều tham dự trận đánh Verdun.

### Người Pháp
- Thống chế Philippe Pétain, chỉ huy quân Pháp ở Verdun, trở thành anh hùng dân tộc Pháp[28]. Nhưng ông lại trở thành người đứng đầu chính phủ Vichy, cộng tác với quân Đức Quốc xã chiếm đóng Pháp, trong Chiến tranh thế giới thứ hai. Khi nước Pháp được giải phóng, Philippe Pétain bị tuyên án tử hình vì tội phản bội Tổ quốc, về sau được ân xá xuống tù chung thân.
- Chỉ huy của hải quân Pháp, phó thủ tướng của chính phủ Vichy, đô đốc François Darlan nguyên là trung úy pháo binh hải quân, tham chiến trong trận Verdun.
- Chỉ huy lực lượng kháng chiến Pháp trong Chiến tranh thế giới thứ hai, người lập nên nền cộng hòa thứ 4, Thống chế Charles de Gaulle là một sĩ quan trong trận Verdun. Ông bị thương và bị bắt làm tù binh trong một trận đánh gần pháo đài Douaumont.
- Chỉ huy tập đoàn quân số 1 của quân kháng chiến Pháp, chỉ huy của lực lượng viễn chinh Pháp tại Đông Dương, thống chế Jean de Lattre de Tassigny đã tham chiến trong trận đánh Verdun cùng trung đoàn bộ binh 93.
- Chỉ huy quân Pháp tại Đông Dương trong thời điểm trước khi diễn ra trận Điện Biên Phủ, chỉ huy quân Pháp tại Algérie, tướng Raoul Salan cũng tham chiến tại Verdun.

## Sách
- Afflerbach, H. (1994). Falkenhayn, Politisches Denken und Handeln im Kaiserreich [Falkenhayn, Political Thinking and Action in the Empire] (bằng tiếng Đức). München: Verlag Oldenburg. ISBN 978-3-486-55972-9.{{Chú thích sách}}:  Quản lý CS1: ref trùng mặc định (liên kết)
- Chickering, R.; Förster, S. (2006) [2000]. Great War, Total War, Combat and Mobilization on the Western Front 1914–1918 . London: Publications of the German Historical Institute. ISBN 978-0-521-02637-6.
- Churchill, W. S. (1938) [1923–1931]. The World Crisis . London: Thornton Butterworth. OCLC 4945014.{{Chú thích sách}}:  Quản lý CS1: ref trùng mặc định (liên kết)
- Clayton, A. (2003). Paths of Glory: The French Army 1914–18. London: Cassell. ISBN 978-0-304-35949-3.{{Chú thích sách}}:  Quản lý CS1: ref trùng mặc định (liên kết)
- Davilla, Dr. J. J.; Soltan, Arthur (1997). French Aircraft of the First World War. Mountain View, CA: Flying Machines Press. ISBN 978-1-891268-09-0.{{Chú thích sách}}:  Quản lý CS1: ref trùng mặc định (liên kết)
- Denizot, A. (1996). Verdun, 1914–1918 (bằng tiếng Pháp). Paris: Nouvelles Éditions Latines. ISBN 978-2-7233-0514-3.{{Chú thích sách}}:  Quản lý CS1: ref trùng mặc định (liên kết)
- Doughty, R. A. (2005). Pyrrhic victory: French Strategy and Operations in the Great War. Cambridge, MA: The Belknap Press of Harvard University. ISBN 978-0-674-01880-8.{{Chú thích sách}}:  Quản lý CS1: ref trùng mặc định (liên kết)
- Durant, A.; Durant, W. (1967). The Story of Civilization. Quyển 10. New York, New York: Simon and Schuster. OCLC 387805.{{Chú thích sách}}:  Quản lý CS1: ref trùng mặc định (liên kết)
- Falkenhayn, E. (2004) [1919]. Die Oberste Heeresleitung 1914–1916 in ihren wichtigsten Entschliessungen [General Headquarters and its Critical Decisions 1914–1916] (bằng tiếng Đức). facsimile of Hutchinson 1919 trans. Berlin: Mittler & Sohn. ISBN 978-1-84574-139-6. Truy cập ngày 9 tháng 2 năm 2016.
- Foley, R. T. (2007) [2005]. German Strategy and the Path to Verdun: Erich von Falkenhayn and the Development of Attrition, 1870–1916 . Cambridge: CUP. ISBN 978-0-521-04436-3.{{Chú thích sách}}:  Quản lý CS1: ref trùng mặc định (liên kết)
- Grant, R. G. (2005). Battle: A Visual Journey through 5,000 Years of Combat. London: Dorling Kindersley Publishers. ISBN 978-1-4053-1100-7.{{Chú thích sách}}:  Quản lý CS1: ref trùng mặc định (liên kết)
- Greenhalgh, Elizabeth (2014). The French Army and the First World War. Cambridge: Cambridge University Press. ISBN 978-1-107-60568-8.{{Chú thích sách}}:  Quản lý CS1: ref trùng mặc định (liên kết)
- Guttman, J. (2014). Nieuport 11/16 Bébé vs Fokker Eindecker – Western Front 1916. Duel 59. Oxford: Osprey. ISBN 978-1-78200-353-3.{{Chú thích sách}}:  Quản lý CS1: ref trùng mặc định (liên kết)
- Heer, H.; Naumann, K. (2000). War of Extermination: The German Military in World War II, 1941–44. New York: Berghahn Books. ISBN 978-1-57181-232-2.{{Chú thích sách}}:  Quản lý CS1: ref trùng mặc định (liên kết)
- Holstein, C. (2010) [2002]. Fort Douaumont. Battleground Europe . Barnsley: Pen and Sword. ISBN 978-1-84884-345-5.{{Chú thích sách}}:  Quản lý CS1: ref trùng mặc định (liên kết)
- Holstein, C. (2011). Fort Vaux. Battleground Europe. Barnsley: Pen and Sword. ISBN 978-1-78303-235-8.{{Chú thích sách}}:  Quản lý CS1: ref trùng mặc định (liên kết)
- Horne, A. (2007) [1962]. The Price of Glory: Verdun 1916 . London. ISBN 978-0-14-193752-6.{{Chú thích sách}}:  Quản lý CS1: ref trùng mặc định (liên kết) Quản lý CS1: địa điểm thiếu nhà xuất bản (liên kết)
- Jackson, J. (2001). France: The Dark Years, 1940–1944. London: Oxford University Press. ISBN 978-0-19-820706-1.{{Chú thích sách}}:  Quản lý CS1: ref trùng mặc định (liên kết)
- Jankowski, P. (2014) [2013]. Verdun: The Longest Battle of the Great War. Oxford: Oxford University Press. ISBN 978-0-19-931689-2.{{Chú thích sách}}:  Quản lý CS1: ref trùng mặc định (liên kết)
- Le Hallé, G. (1998). Verdun, les Forts de la Victoire [Verdun, the Forts of Victory] (bằng tiếng Pháp). Paris: Citédis. ISBN 978-2-911920-10-3.{{Chú thích sách}}:  Quản lý CS1: ref trùng mặc định (liên kết)
- Mason, D. (2000). Verdun. Moreton-in-Marsh: Windrush Press. ISBN 978-1-900624-41-1.{{Chú thích sách}}:  Quản lý CS1: ref trùng mặc định (liên kết)
- Murase, T. (2002). An Asian Zone of Monetary Stability. Canberra: Asia Pacific Press. ISBN 978-0-7315-3664-1.{{Chú thích sách}}:  Quản lý CS1: ref trùng mặc định (liên kết)
- Ousby, I. (2002). The Road to Verdun: France, Nationalism and the First World War. London: Jonathan Cape. ISBN 978-0-224-05990-9.{{Chú thích sách}}:  Quản lý CS1: ref trùng mặc định (liên kết)
- Pedroncini, G. (1989). Petain: Le Soldat 1914–1940 [Petain, the Soldier 1914–1940] (bằng tiếng Pháp). Paris: Perrin. ISBN 978-2-262-01386-8.{{Chú thích sách}}:  Quản lý CS1: ref trùng mặc định (liên kết)
- Pétain, H. P. (1930) [1929]. Verdun. MacVeagh, M. biên dịch. London: Elkin Mathews & Marrot. OCLC 1890922. Truy cập ngày 31 tháng 5 năm 2016.
- Philpott, W. (2009). Bloody Victory: The Sacrifice on the Somme and the making of the Twentieth Century. London: Little, Brown. ISBN 978-1-4087-0108-9.{{Chú thích sách}}:  Quản lý CS1: ref trùng mặc định (liên kết)
- Philpott, W. (2014). Attrition: Fighting the First World War. London: Little, Brown. ISBN 978-1-4087-0355-7.{{Chú thích sách}}:  Quản lý CS1: ref trùng mặc định (liên kết)
- Samuels, M. (1995). Command or Control? Command, Training and Tactics in the British and German Armies 1888–1918. London: Frank Cass. ISBN 978-0-7146-4214-7.{{Chú thích sách}}:  Quản lý CS1: ref trùng mặc định (liên kết)
- Schwencke, A. Die Tragödie von Verdun 1916. II. Teil: Das Ringen um Fort Vaux [The Tragedy of Verdun 1916 Part II: The Struggle for Fort Vaux]. Schlachten des Weltkrieges: In Einzeldarstellungen bearbeitet und herausgegeben im Auftrage des Reichsarchivs. Unter Benutzung der amtlichen Quellen des Reichsarchivs (Battles of the World War in Monographs Edited and Published on behalf of the Reicharchiv. Using Official Sources of the Reichsarchiv). Quyển XIV . Oldenburg, Berlin: Gerhard Stalling Verlag. OCLC 929264533. Truy cập ngày 28 tháng 3 năm 2019 – qua Die digitale Landesbibliothek Oberösterreich.
- Schwerin, E. Graf von (1939). Königlich preußisches Sturm-Bataillon Nr 5 (Rohr): nach der Erinnerung aufgezeichnet unter Zuhilfenahme des Tagebuches von Oberstleutnant a. D. Rohr [Royal Prussian Storm Battalion No. 5 (Rohr): after the Memory Recorded using the Diary of Lieutenant-Colonel a. D. Rohr]. Aus Deutschlands großer Zeit. Sporn: Zeulenroda. OCLC 250134090.{{Chú thích sách}}:  Quản lý CS1: ref trùng mặc định (liên kết)
- Sheldon, J. (2012). The German Army on the Western Front 1915. Barnsley: Pen and Sword Military. ISBN 978-1-84884-466-7.{{Chú thích sách}}:  Quản lý CS1: ref trùng mặc định (liên kết)
- Terraine, J. (1992) [1980]. The Smoke and the Fire, Myths and Anti-myths of War 1861–1945 . London: Sidgwick & Jackson. ISBN 978-0-85052-330-0.{{Chú thích sách}}:  Quản lý CS1: ref trùng mặc định (liên kết)
- Verdun and the Battles for its Possession. Clermont Ferrand: Michelin and Cie. 1919. OCLC 654957066. Truy cập ngày 16 tháng 8 năm 2013.
- Windrow, M. (2004). The Last Valley: The Battle of Dien Bien Phu. London: Weidenfeld & Nicolson. ISBN 978-0-297-84671-0.{{Chú thích sách}}:  Quản lý CS1: ref trùng mặc định (liên kết)
- Williams, C. (1998). A Life of General De Gaulle: The Last Great Frenchman. Hoboken, NJ: Jossey Bass. ISBN 978-0-471-11711-7.{{Chú thích sách}}:  Quản lý CS1: ref trùng mặc định (liên kết)
- Wynne, G. C. (1976) [1939]. If Germany Attacks: The Battle in Depth in the West . London: Faber & Faber. ISBN 978-0-8371-5029-1.{{Chú thích sách}}:  Quản lý CS1: ref trùng mặc định (liên kết)

## Bách khoa toàn thư
- Dupuy, E. R.; Dupuy, T. N. (1993). The Harper's Encyclopaedia of Military History: From 3,500 BC to the Present (ấn bản thứ 4). New York: Harper Reference. ISBN 978-0-06-270056-8. Truy cập ngày 6 tháng 10 năm 2019.{{Chú thích bách khoa toàn thư}}:  Quản lý CS1: ref trùng mặc định (liên kết)

## Tạp chí
- Barcellini, S. (1996). "Memoire et Memoires de Verdun 1916–1996" [Memory and Memoirs of Verdun 1916–1996]. Guerres Mondiales et Conflits Contemporains. Quyển 46 số 182. Paris: Presses universitaires de France. tr. 77–98. ISSN 0984-2292. JSTOR 25732329.{{Chú thích tạp chí}}:  Quản lý CS1: ref trùng mặc định (liên kết)
- Förster, W. (1937). "Falkenhayns Plan für 1916 ein Beitrag zur Frage: Wie gelangt man aus dem Stellungskrieg zu Entscheidungsuchender Operation?" [Falkenhayn's plan for 1916: A Contribution to the Question: How to get out of Trench Warfare and Attain a Decisive Decision?]. Militärwissenschaftliche Rundschau (bằng tiếng Đức) (ấn bản thứ 2). Berlin: Mittler. ISSN 0935-3623.
- Krumeich, G. (1996). ""Saigner la France"? Mythes et Realite de la Strategie Allemande de la Bataille de Verdun" ["Bleed France"? Myths and Reality of the German Strategy of the Battle of Verdun]. Guerres Mondiales et Conflits Contemporains (bằng tiếng Pháp). Quyển 46 số 182. Paris: Presses universitaires de France. tr. 17–29. ISSN 0984-2292. JSTOR 25732324.{{Chú thích tạp chí}}:  Quản lý CS1: ref trùng mặc định (liên kết)

### Sách
- Bourachot, A. (2014) [2010]. Marshal Joffre: The Triumphs, Failures and Controversies of France's Commander-in-Chief in the Great War. Paris: Bernard Giovanangeli Éditeur. ISBN 978-1-78346-165-3.
- Brown, M. (1999). Verdun 1916. Stroud: Tempus. ISBN 978-0-7524-1774-5.
- Holstein, C. (2009). Walking Verdun. Barnsley: Pen and Sword. ISBN 978-1-84415-867-6.
- Keegan, J. (1998). The First World War. London: Hutchinson. ISBN 978-0-09-180178-6.
- MacKenzie, D. A. (1920). The Story of the Great War. Glasgow: Blackie & Son. OCLC 179279677.
- McDannald, A. H. (1920). The Encyclopedia Americana 38. New York: J. B. Lyon. OCLC 506108219.
- Martin, W. (2001). Verdun 1916. London: Osprey. ISBN 978-1-85532-993-5.
- Mosier, J. (2001). The Myth of the Great War. London: Profile Books. ISBN 978-1-86197-276-7.
- Romains, J. (1999) [1938]. Prélude à Verdun and Verdun [Prelude to Verdun and Verdun] (bằng tiếng French). Paris: Flammarion. ISBN 978-1-85375-358-9.
- Rouquerol, J. J. (1931). Le Drame de Douaumont [The Drama of Verdun] (bằng tiếng French). Paris: Payot. OCLC 248000026.
- Sandler, S. biên tập (2002). Ground Warfare: an International Encyclopedia. International Warfare Encyclopedias from ABC Clio I. Santa Barbara, CA: ABC-CLIO. ISBN 978-1-57607-344-5.
- Serrigny, B. (1959). Trente Ans avec Pétain [Thirty Years with Pétain] (bằng tiếng French). Paris: Librairie Plon. OCLC 469408701.
- Zweig, A. (1936) [1935]. Education Before Verdun [Erziehung vor Verdun] (ấn bản 2). Amsterdam: Querido Verlag. OCLC 1016268225.

### Khác
- Sonnenberger, M. (2013). Initiative Within the Philosophy of Auftragstaktik: Determining Factors of the Understanding of Initiative in the German Army 1806–1955 (MMAS). Fort Leavenworth, KS: US Army Command and General Staff College. OCLC 875682161. Truy cập ngày 12 tháng 6 năm 2014.